# Magnavox Odyssey
Vous lisez un « bon article » labellisé en 2017.
Pour les articles homonymes, voir Odyssey.
La Magnavox Odyssey est une console de jeux vidéo de la première génération commercialisée par Magnavox en septembre 1972 aux États-Unis, puis en 1973 dans le reste du monde. Elle se présente sous la forme d'une boîte blanche avec un système de cartes de jeu, contenant des circuits numériques équipés de composants discrets, et qui se connecte à un téléviseur. L'Odyssey peut afficher simultanément trois points carrés distincts à l'écran, en monochrome noir et blanc, et permet un comportement différent pour chacun des points en fonction du jeu. Les joueurs placent un calque en plastique sur l'écran et un ou deux joueurs utilisent les boutons rotatifs des contrôleurs de jeu reliés avec des fils à la console, afin de déplacer les points à l'écran. L'Odyssey est commercialisée avec toute une panoplie d'accessoires tels que des dés, des cartes de jeu, des billets fictifs en papier, des jetons et des plateaux de jeux, qui sont utilisés conjointement aux jeux vidéo. Suivant les localisations, un peu plus d'une dizaine de jeux sont inclus avec la console et quelques jeux sont commercialisés en 1972, puis en 1973. Un périphérique appelé Shooting Gallery, sous forme de pistolet optique avec quatre jeux, est vendu séparément en 1972. La ludothèque comporte vingt-huit jeux au total.
Ralph Baer révèle qu'en 1951, il a eu l'idée de créer quelque chose d'interactif sur un écran, mais ne parvient à développer ce concept vague qu'en 1966, alors qu'il travaille chez Sanders. Il développe pendant trois ans le concept à l'aide de Bill Harrison et Bill Rusch, créant successivement plusieurs prototypes. Le septième, connu sous le nom de Brown Box, est proposé à plusieurs fabricants avant que Magnavox n'accepte de produire la console en janvier 1971. À la suite de sa commercialisation en septembre 1972, Magnavox écoule 350 000 unités durant son exploitation jusqu'en 1975. La console donne naissance à une série de consoles dédiées dérivées de l'originale, mais aussi à une seconde véritable console en 1978 appelée Videopac ou Magnavox Odyssey² selon les localisations.
Un jeu de ping-pong de l'Odyssey, appelé Table Tennis, inspire Nolan Bushnell et Atari, qui créent le jeu d'arcade Pong. Ce dernier, le premier jeu d'arcade commercialement exploité et largement disponible auprès du public, est un immense succès. Les joueurs qui cherchent Pong achètent la console, et en dopent donc les ventes. Plusieurs entreprises, dont Atari, Nutting Associates, Allied Leisure, Bally Midway et Williams Electronics violent les brevets déposés par Ralph Baer, Sanders et Magnavox, ce qui les pousse à lancer de nombreux procès pendant plus de vingt ans, qui seront tous gagnés. Ces poursuites permettent à Sanders et Magnavox de gagner plus de 100 millions de dollars. La commercialisation de l'Odyssey — ainsi que Pong — marque la fin de la genèse du jeu vidéo et la naissance de l'industrie du jeu vidéo commercial, ainsi que le début de la première génération des consoles de jeux vidéo. Cette création vaut généralement à Ralph Baer le surnom de « père du jeu vidéo » ou « père du jeu vidéo à domicile ».

## Description

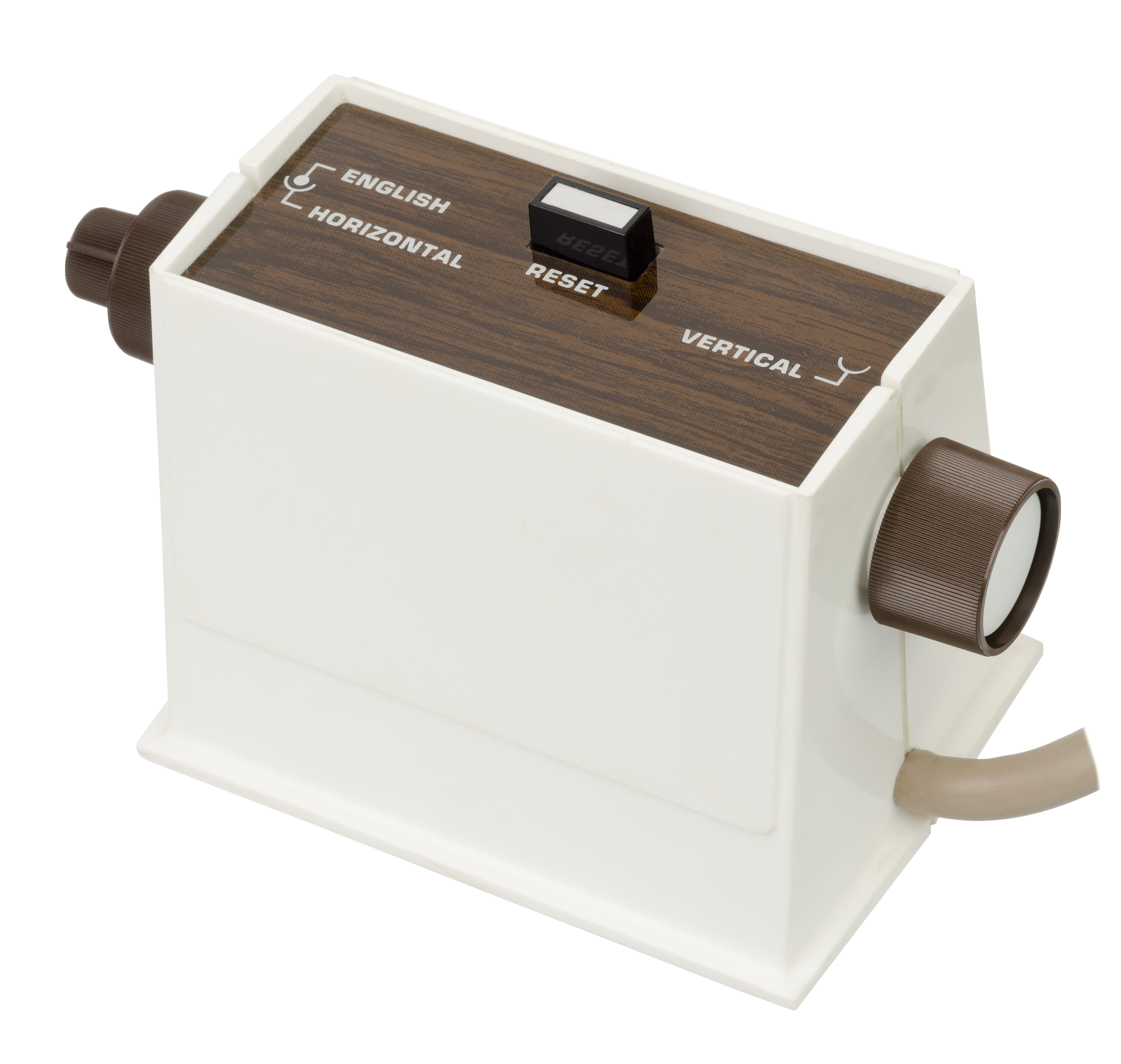
Le Contrôleur de l'Odyssey.

L'Odyssey se présente sous la forme d'une boîte en plastique rectangulaire blanche avec un liseré marron imitation bois, dotée d'un socle et d'un couvercle de couleur noir, et connectée à deux manettes rectangulaires par l'intermédiaire de fils. La console se connecte à la télévision grâce à un boîtier de commutation fourni, qui permet au joueur d'afficher la télévision classique ou le flux d'entrée créé par l'Odyssey, agissant comme un canal de télévision classique. Les contrôleurs, de couleur blanche avec un couvercle marron imitation bois et conçu pour être posés sur une surface plane, comportent un bouton de réinitialisation et trois boutons rotatifs, dont un à droite et deux sur la gauche. Le bouton ne réinitialise pas le jeu, mais des éléments dans les jeux, par exemple la suppression du point d'un joueur quittant le jeu. L'alimentation électrique principale de la console est réalisée par l'intermédiaire de six piles de type R14, incluses lors de l'achat de la console. Un adaptateur secteur facultatif est à l'époque vendu séparément. L'Odyssey ne produit aucun son et peut uniquement afficher des graphismes monochromes composés de formes blanches sur un fond noir uniforme.
L'architecture de l'Odyssey est composée de circuits électroniques numériques. Les circuits comportent des portes logiques diode-transistor (DTL), utilisant des composants discrets tels que des transistors et des diodes. L'Odyssey n'utilise pas un système de cartouche composé de ROM à l'instar des consoles classiques plus récentes, mais des « cartes de jeu », composées de circuits imprimés, qui doivent être insérés dans la console. La connexion de ces cartes modifie l'architecture interne, grâce aux circuits, aux interrupteurs et cavaliers qu’elles rajoutent, ce qui permet à la console d'afficher différentes formes ou d'agir différemment. Plusieurs jeux utilisent les mêmes cartes, mais des instructions sont données au joueur, afin de changer la physionomie du jeu.

L'Odyssey a la capacité d'afficher à l'écran trois points de forme carrée et une ligne verticale. Deux des points sont contrôlés par les deux joueurs, et le troisième l'est par le système. La console comporte deux boutons rotatifs, qui permettent de déplacer la ligne sur l'écran et d'ajuster la vitesse du point contrôlé par la console. Certains jeux imposent donc au joueur un réglage préalable, par exemple la ligne centrale d'un jeu de tennis doit être déplacée sur le côté pour devenir un jeu de handball. La console est livrée avec un jeu de calques en plastique à placer sur l'écran, qui sont maintenus grâce à l'électricité statique créée par l'écran. Ces films permettent de rajouter des visuels au jeu, car ils sont transparents et imprimés de divers motifs, formes ou dessins en rapport avec le jeu. Plusieurs jeux différents utilisent donc la même carte de jeu, mais un calque différent, changeant complètement le contexte. Par exemple, un parcours de ski à la montagne devient une variante du jeu Jacques a dit basée sur des mouvements.
L'Odyssey est vendue avec toute une panoplie d'accessoires nécessaires à certains jeux, comme des dés, des cartes, des jetons, des feuilles de score, des faux billets et des plateaux de jeu à l'instar d'un jeu de société classique. Un pistolet optique ressemblant à un fusil de chasse, un périphérique pour la console, est commercialisé en 1972. Ce contrôleur de jeu, appelé Shooting Gallery, a la forme d'un fusil et enregistre la position d'un tir lorsqu'il est pointé vers une source lumineuse tel qu'un point affiché à l'écran. Quatre jeux sont fournis avec le pistolet optique. Magnavox commercialise également une mallette de transport pour ranger la console et ses accessoires.

## Liste des jeux
Un total de vingt-huit jeux différents est commercialisé sur onze cartes de jeux pour la Magnavox Odyssey. Treize jeux sont inclus dans la console, douze jeux aux États-Unis et un panel de dix différents jeux dans les autres pays. Six autres jeux sont vendus individuellement au prix de 24,99 dollars. Ils utilisent les mêmes cartes de jeux, avec des calques d'écran différents et des instructions spécifiques. Un autre jeu, Percepts, a été gratuitement envoyé aux joueurs répondant à un sondage à renvoyer sous forme de carte. Le Shooting Gallery est vendu en tant qu'accessoire pour la console, avec quatre jeux inclus sur deux cartes de jeux. Quatre jeux supplémentaires sont commercialisés en 1973, et conçus tout ou partie par Don Emry. Les jeux n'obligent pas à suivre de règles et ne gèrent pas de scores, ce qui est laissé à l'attention des joueurs.

## Développement

### Genèse
En 1951, Ralph Baer est recruté par le fabricant de matériel militaire Loral Corporation, et est chargé de la création d'une télévision à la pointe de la technologie. Baer dévoile dans sa biographie que lors de ses recherches, il a l'idée d'intégrer quelque chose dans la télévision, une sorte d'interaction avec le téléspectateur, des jeux simples qu'il pourrait contrôler, plutôt que de seulement regarder passivement l'écran. Baer ne pousse pas plus loin cette idée, qui lui revient à l'esprit, bien des années plus tard, en août 1966, alors qu'il attend un collègue à un arrêt de bus. Il profite d'un peu de temps libre pour prendre quelques notes. Alors chef du service conception d'équipement (Equipment Design Division) du sous-traitant dans le domaine militaire Sanders, il propose le concept d'utiliser une télévision pour jouer à des jeux vidéo. Le lendemain matin, 1er septembre 1966, il transcrit ses notes dans une proposition de projet sur quatre pages, décrivant un dispositif dont le coût s'élève à 20 dollars, appelé game box (« boite de jeu »), et qui peut se brancher sur l'écran d'une télévision permettant d'y afficher des jeux vidéo,. À cette époque l'industrie du jeu vidéo n'existe pas encore, les premiers jeux vidéo de l'histoire commencent à apparaître à partir de la fin des années 1940 et, en cette année 1966, seuls des jeux sur ordinateurs centraux ont été développés et n'ont qu'un auditoire limité aux centres de recherches et aux institutions universitaires,. Dans sa proposition, Baer désigne son projet en utilisation une terminologie militaire, puis à la fin, il le nomme Channel LP (Let's Play). Le matériel imaginé transmet un signal que la télévision peut interpréter comme un canal de télévision sur la chaîne 3 ou 4, et Baer décrit plusieurs jeux pouvant fonctionner dessus, dont un jeu d'action, de sport, de poursuites et d'autres,.

« J'aimerais que vous regardiez la démonstration de quelque chose de nouveau, Herb. »

— Ralph Baer
Le 6 septembre 1966, il dessine un schéma rudimentaire d'un jeu à deux joueurs appelé Chase Game. Ce jeu permet de déplacer deux points dans n'importe quelle direction et indique comment rajouter de la couleur au champ de jeu. Mais ces jeux et Channel LP n'ont pas vraiment d'application dans le domaine militaire et de rapport avec les contrats que Sanders a signés. Alors quelques jours plus tard, plutôt que de présenter le concept à ses supérieurs, Baer réquisitionne une pièce vide et assigne l'un de ces techniciens, Bob Tremblay, afin de travailler avec lui sur le projet,. En décembre 1966, un premier prototype très basique (plus tard appelé TV Game #1) est terminé. Cette première version permet de faire déplacer une ligne verticale sur l'écran d'une télévision. Baer réalise alors une démonstration du fonctionnement de son prototype au directeur de la recherche et du développement de chez Sanders, Herbert Campman, qui accepte avec hésitation de financer à hauteur de 2 000 dollars pour la main d'œuvre et de 500 dollars pour le matériel (la demande financière est déposée le 12 décembre 1966). Le projet est alors officialisé.

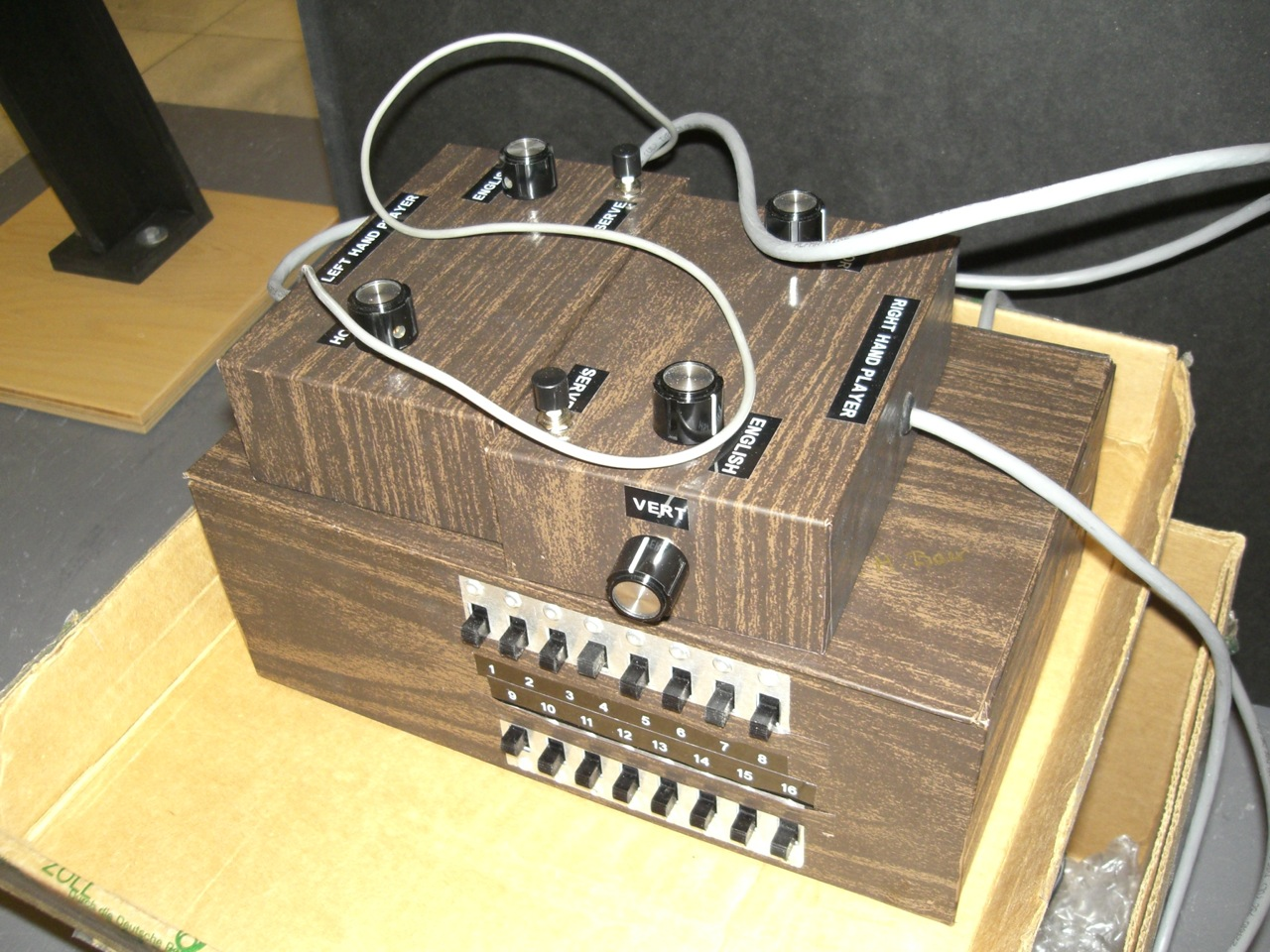
La Brown Box, le dernier prototype de console réalisé par Ralph Baer.

### Développement du concept
Jusqu'en février 1967, Baer réfléchit à la conception d'autres prototypes de jeux avec l'aide de Bob Solomon, un ingénieur de chez Sanders. Le 12 février, il assigne le technicien Bill Harrison, qui passe cependant les quelques mois qui suivent à la conception d'autres projets plus importants. Le projet avance donc avec intermittence, mais Harrison réalise tout de même des modifications successives. Il commence par vérifier le travail de Tremblay, alors que Baer l'initie aux fondamentaux de l'électronique télévisuelle, ce avec quoi il n'est pas familier. Sur la demande de Baer, Harrison achète un jouet, plus précisément un fusil miniature en plastique fabriqué au Japon, que Baer transforme en pistolet optique. Il montre à Harrison comment fabriquer un récepteur optique permettant de repérer la présence ou non d'un point brillant sur un écran en le pointant dessus. Pendant ce temps, Baer collabore avec l'ingénieur Bill Rusch sur la conception de la console, en particulier sur le développement des bases de plusieurs jeux. Le premier de la série est développé en mai 1967, un jeu en duo intitulé Bucket Filling dans lequel les joueurs appuient de façon répétitive sur un bouton, afin que l'un d'entre eux le remplisse tandis que l'autre le vide. Un autre jeu appelé Pumping Game met en scène un pompier et une maison dessinés sur un calque posé sur l'écran. Le joueur doit appuyer répétitivement sur le bouton afin de rendre l'écran bleu, sinon il devient rouge et la partie est perdue. Le premier test de ce jeu, entre Baer et Harrison, a lieu le 15 mai 1967 et voit la victoire de ce dernier. En juin, plusieurs jeux sont conçus, pour ce qui va devenir la deuxième version du prototype, mais qui peut être considéré comme le premier véritable prototype de console de jeux. Parmi ceux-ci, figure un jeu dans lequel les joueurs contrôlent des points et se poursuivent l'un et l'autre, ainsi qu'un jeu de tir utilisant un pistolet optique. Baer présente le nouveau prototype à Campbell, qui est enthousiasmé par le jeu de tir. Ce dernier accroît alors le financement et lui recommande de dévoiler le prototype à la direction,. Baer réalise alors une démonstration au conseil d'administration de l'entreprise, qui est largement désintéressé, malgré quelques membres enthousiastes. Néanmoins, le directeur général Royden Sanders autorise Baer à poursuivre le projet dans le but de commercialiser la console ou en vendre sa licence,,.
Baer et Harrison terminent le troisième prototype en août 1967. Cependant, ils se rendent compte que pour arriver au prix de vente de la console initialement prévu par Baer, de 20 à 25 dollars, ils doivent enlever tellement de choses que la console devient assez peu attirante. Baer a également le sentiment qu'il n'arrive pas à concevoir des jeux assez amusants. Afin de pallier cet aspect, il sollicite à nouveau l'aide de Rusch, qui l'avait déjà aidé sur le premier prototype. Bien que le duo ait des difficultés à travailler avec lui, Rusch ne tarde pas à prouver ses qualités à l'équipe, en amenant le moyen d'afficher trois points à l'écran simultanément plutôt que deux, et en proposant le développement d'un jeu de ping-pong,. Au mois de novembre 1967, l'équipe travaille sur son quatrième prototype, qui inclut à ce moment-là un jeu de poursuite, un jeu de tir, un jeu de ping-pong et trois types de contrôleurs de jeu — respectivement un joystick, un fusil en plastique et un contrôleur de jeu avec bouton rotatif. Campman considère alors que le système est assez évolué pour chercher un constructeur intéressé par l'achat du concept, puisque Sanders a décidé de revendre les droits de production de la console, l'entreprise ne travaillant pas dans le secteur de la vente et de la fabrication de produits électroniques.

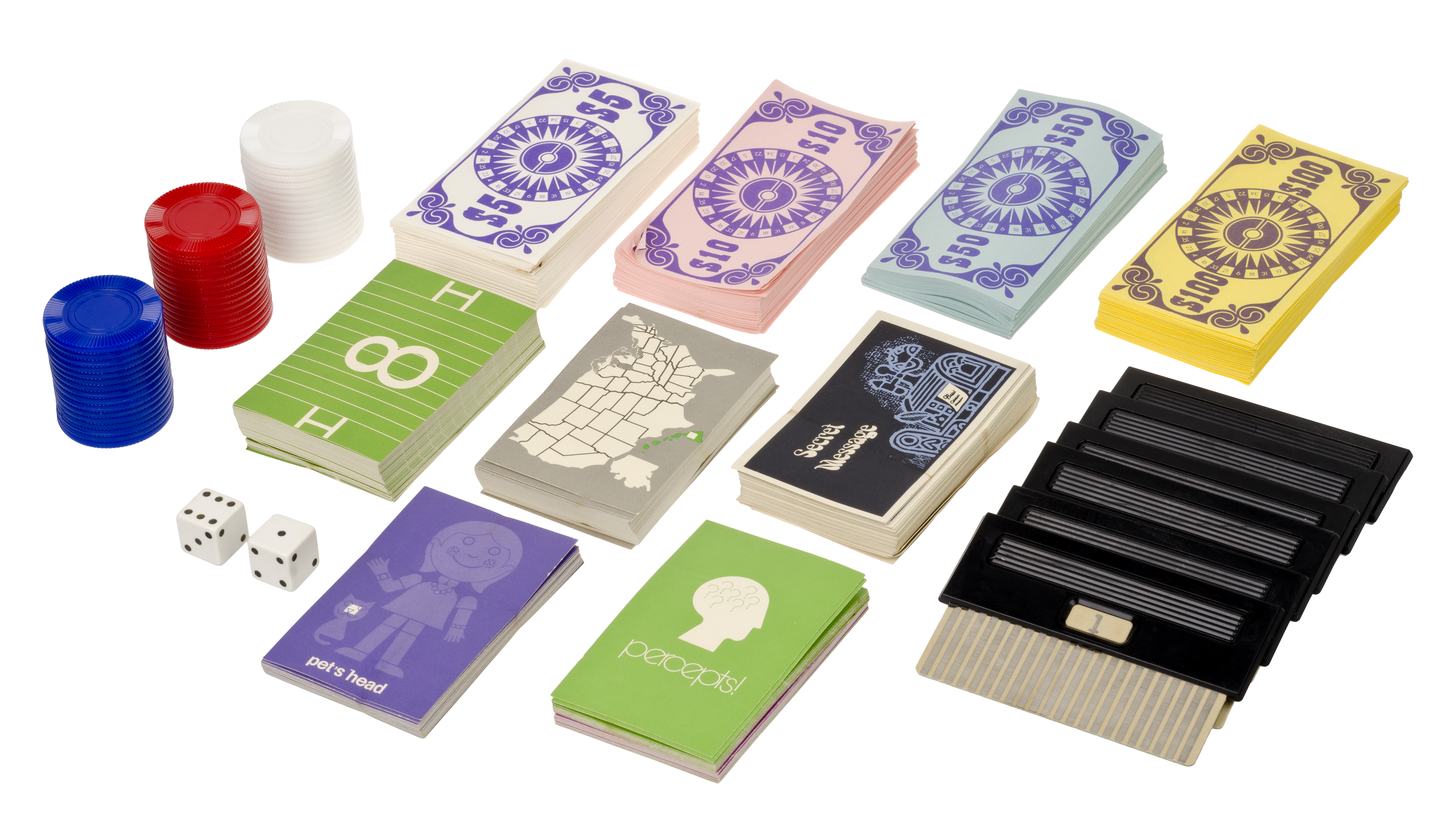
L'Odyssey est vendue avec toute une panoplie d'accessoires nécessaires au jeu, comme des dés, des cartes ou des jetons.

### Tergiversations
L'équipe se rapproche de l'industrie de la télévision par câble. Le prototype attire l'attention de TelePrompTer (en), qui a déjà vu le prototype lors d'une visite. Après quelques mois d'échanges, des problèmes de trésorerie forcent TelePrompTer à se rétracter en avril 1968. Par la suite, Sanders subit à son tour les mêmes problèmes financiers et procède à des licenciements massifs dans ses effectifs. L'entreprise met donc le projet en pause, alors que la cinquième version du prototype est en développement. Le projet reprend cependant en septembre 1968 sans Rusch et connait deux versions supplémentaires, ce qui conduit en janvier 1969 à la création du septième prototype connu sous le nom de brown box, en raison du revêtement adhésif imitation bois utilisé pour habiller les boîtes accueillant le système. La conception de ce dernier est largement achevée. Cependant, Baer et Harrison ne savent plus vers qui se tourner pour vendre le concept, jusqu'à ce que l'avocat en brevets de Sanders leur conseille de contacter des fabricants de télévision. Baer fait donc la démonstration de la brown box à plusieurs entreprises, qui expriment leur enthousiasme. Seule l'entreprise RCA est disposée à acquérir la licence, mais aucun accord ne peut être trouvé. Peu de temps après, Bill Enders, un dirigeant de RCA, quitte l'entreprise pour rejoindre Magnavox en juillet 1969. Il convainc l'entreprise de réexaminer le concept de la console. Le trio de créateurs refait une démonstration auprès de Magnavox en juillet 1969, mais reçoit des réactions plutôt timides de la plupart des dirigeants. Toutefois, Jerry Martin, le vice-président du marketing, est favorable à ce projet, ce qui conduit Magnavox à accepter de produire la console. Après une longue période de négociations, les deux entreprises signent finalement un accord en janvier 1971,.

### Achat par Magnavox
Magnavox conçoit l'extérieur de la machine et modifie le concept et les jeux, ainsi que légèrement le système et ses composants internes, sous la consultation de Baer et Harrison. La capacité d'affichage en couleur seulement utilisée par le contrôleur de jeu à trois boutons rotatifs est supprimée. À cette époque, les télévisions en couleur sont toujours considérées comme des produits de luxe, la capacité d'afficher de la couleur aurait engendré des coûts supplémentaires, mais aussi nécessité du temps afin de trouver un accord avec la FCC, afin de réaliser des tests et mettre en place une réglementation. Le système de sélection des jeux est également modifié, passant d'un simple bouton rotatif intégré à la console, à un dispositif de carte de jeu séparée qui modifie le circuit interne de la console quand l'une d'entre elles est connectée. Les phases de négociations entre Sanders et Magnavox débutent à la fin de l'année 1969, et durent jusqu'en 1971, ce qui empêche les développeurs de Magnavox de faire évoluer les composants du système. Pourtant, si les circuits intégrés sont trop chers lors de la création de la Brown Box, ce genre de considérations n'a plus cours en 1971 et Magnavox n'a pas le temps de modifier les composants internes de la machine avant le lancement de la production. Les ingénieurs copient l'architecture de la Brown Box, conçue de circuits numériques avec des composants discrets, mais ôtent les composants pouvant gêner son autorisation concernant les rayonnements parasites. Durant les phases de tests, Magnavox donne à la console, alors connue sous le code 1TL200, le nom de Skill-O-Vision, puis la commercialise sous le nom Odyssey. Le pistolet optique en plastique est commercialisé en tant qu'accessoire vendu à part, sous le nom Shooting Gallery. Magnavox rajoute dans le packaging de la console de l'argent factice en papier, des cartes de jeu, des jetons, ainsi que des calques en plastique colorés à placer sur l'écran durant le jeu, afin d'améliorer les visuels graphiquement primitifs. Ces ajouts permettent à l'entreprise d'augmenter le prix de vente de la console à 99,99 dollars. Baer est très contrarié par le choix de la direction de rajouter ces accessoires, qu'il juge inutiles et dont il estime qu'ils ne seront pas utilisés par les joueurs. Magnavox annonce la commercialisation de la console pour septembre 1972 et pendant plusieurs mois avant la sortie, réalise des démonstrations auprès des distributeurs et des médias.

## Accueil

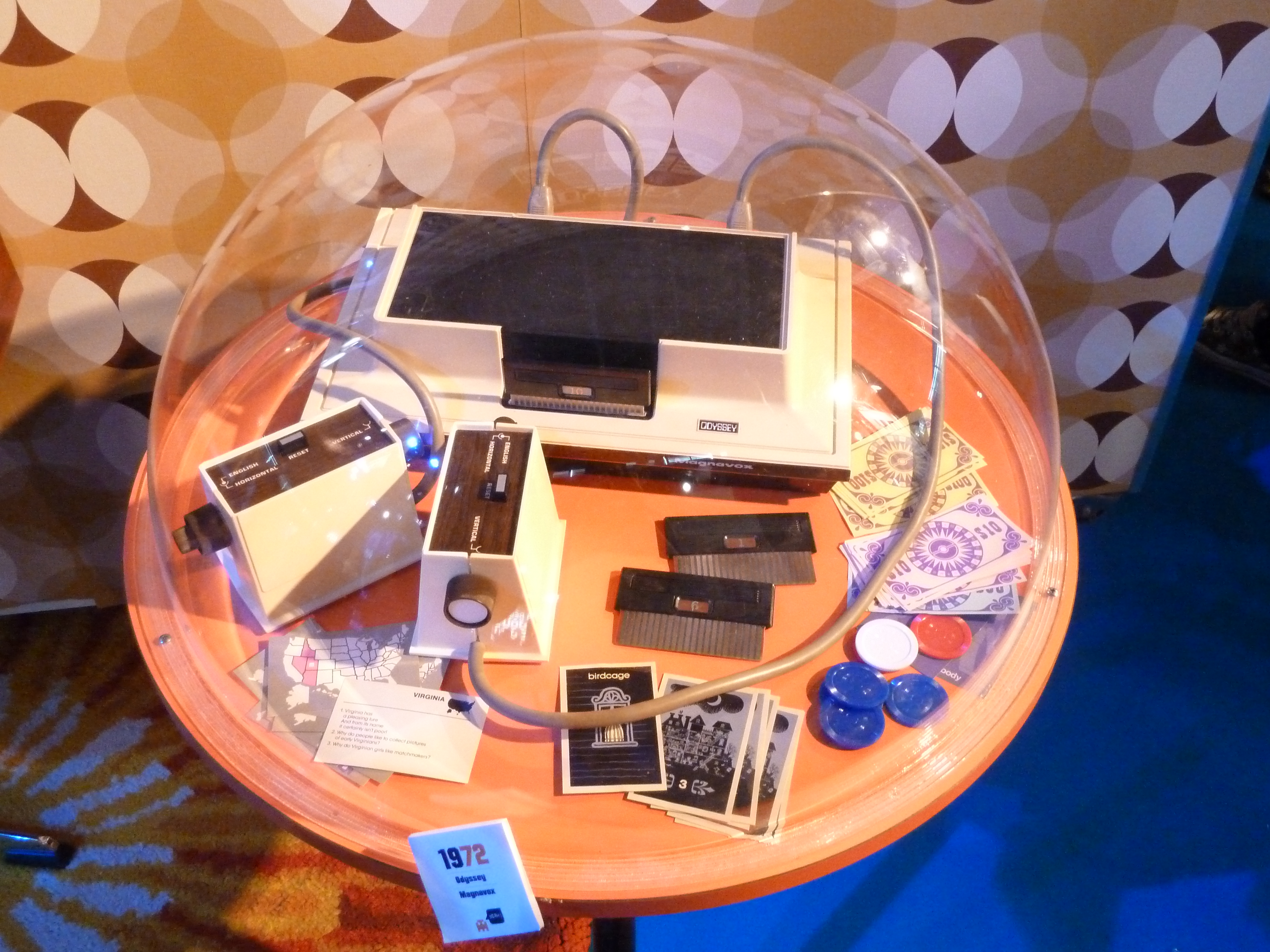
La Magnavox Odyssey en 2010 au Festival du jeu vidéo.

La console Odyssey est commercialisée par Magnavox en septembre 1972. Après une production initiale de 50 000 unités avant le lancement de la console, Magnavox augmente ses capacités de production et constitue un stock important, car les tests de mise sur le marché ont engendré une réponse enthousiaste du public vis-à-vis de celle-ci. L'Odyssey est seulement vendue dans les boutiques franchisées Magnavox, au détriment des revendeurs généralistes. Magnavox prend cette décision, car l’entreprise estime que la première console de jeux vidéo de l'histoire va attirer les clients dans ses magasins. La console est vendue au prix de 100 dollars, et 50 dollars si elle est achetée avec une télévision Magnavox. Selon Baer, Magnavox produit 120 000 consoles en 1972 alors que des employés de l'entreprise rapportent le chiffre de 140 000 unités. Le chef de produit Bob Fritsche se rappelle le chiffre de ventes de 69 000 unités jusqu'à la fin de l'année, alors que Baer se souvient de chiffres se rapprochant plus de 100 000 unités,. Pour Baer, ces premières ventes peu importantes s’expliquent par le prix trop élevé de la console — 100 dollars en 1972 correspond à 587 dollars en 2017. Il considère aussi que la raison provient du fait que Magnavox a restreint les ventes uniquement à ses magasins, mais aussi parce que l'entreprise a laissé entendre que le système ne pouvait fonctionner seulement sur des télévisions Magnavox. L'assistant planificateur de produit Don Emry, embauché en 1973, juge les chiffres rapportés par Baer un peu haut et déclare en 2004 que les ventes de la première année correspondent aux projections originales, mais pas à la production qui a été faite, tant en 1973, il se rappelle que les entrepôts sont pleins de consoles. Des sources rapportent que certains détaillants ont essayé de tromper les consommateurs dans le but de vendre plus de télévisions.
Selon Baer, Magnavox envisage après la première période des vacances d'arrêter la production de la console, mais les modestes ventes de l'année suivante suffisent à convaincre de fabriquer 27 000 unités de plus pour la saison des vacances de fin d'année 1973. Magnavox vend alors 20 000 systèmes lors de cette période. La console est également commercialisée dans douze autres pays, avec un panel jeux pouvant différer suivant les localisations : Australie, Belgique, France, Allemagne, Grèce, Israël, Italie, URSS, Espagne, Suisse, Royaume-Uni, Venezuela,. L'opération est principalement centrée sur le Royaume-Uni, et quelques versions non-anglophones ne sont commercialisées qu'en 1974. À la fin de l'année 1973, Magnavox lance une grande campagne de publicité s'élevant à 9 millions de dollars, afin de promouvoir tous ses produits pour la période de l'année 1974. Cette année-là, l’entreprise vend 129 000 consoles Odyssey, 150 000 selon Baer. Magnavox arrête la production de la console en 1975, alors que 350 000 consoles se sont écoulées à travers le monde selon Baer, mais Fritsche indique que les chiffres de ventes pourraient être plus élevés,. Le pistolet optique se vend à 20 000 unités.
Malgré ces ventes, l'Odyssey n'est généralement pas considérée comme un succès majeur,.

## Postérité

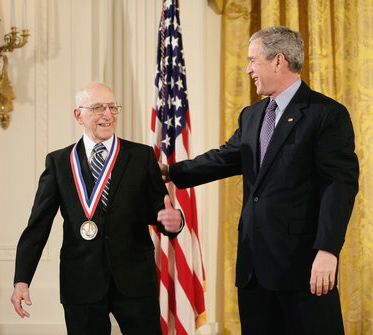
Ralph Baer en février 2006, recevant la National Medal of Technology des mains de George W. Bush.

### Héritage et reconnaissance
La Brown Box, dernier des prototypes pensés par Ralph Baer, est médiatiquement reconnue et « a ouvert la voie aux jeux vidéo et à une industrie nouvelle »,. L'Odyssey de Magnavox, première console de l'histoire commercialement disponible dans le monde entier, montre le potentiel d'une console de jeux vidéo. Ses jeux sont les premiers à utiliser un système d'affichage matriciel, une télévision, directement produit par transformation du signal vidéo. C'est aussi le premier système de jeux vidéo à fonctionner sur une télévision du commerce.
Bushnell voit une démonstration avant la sortie de la console Odyssey, ce qui lui inspire la création de Pong. Ce dernier est le premier jeu d’arcade exploité commercialement, largement disponible, et qui obtient un succès immense. La console de Magnavox est soutenue par la popularité du jeu Table tennis et est entrainée par le succès de Pong,. Pong et l'Odyssey ouvrent une nouvelle ère du jeu vidéo, qui voit de nombreux concurrents se lancer dans l'industrie du jeu vidéo au fur et à mesure que grandit le succès de celle-ci. L'Odyssey et Pong marquent la fin de la genèse du jeu vidéo,.
En 2004, Ralph Baer reçoit la National Medal of Technology pour « sa création pionnière et révolutionnaire, le développement et la commercialisation de jeux vidéo interactifs, qui ont engendré divers usages et applications ainsi qu'une méga-industrie, aussi bien dans le domaine du divertissement que de l'éducation ». En juin 2013, le Museum of Modern Art (MoMA) ajoute l'Odyssey de Magnavox à sa collection permanente de jeux vidéo. Paul Galloway, du MoMA, décrit la console comme « un chef-d'œuvre de l'ingénierie et de la conception industrielle » et déclare qu'il « était difficile d'exagérer l'importance de [Ralph Baer] dans la naissance de l'industrie du jeu vidéo ». Les prototypes Brown Box et TV Game #1 sont conservés au Smithsonian Institution du musée national d'histoire américaine à Washington. La création de l'Odyssey vaut généralement à Ralph Baer le surnom de « père du jeu vidéo » ou « père du jeu vidéo à domicile ».

### Clones
Magnavox ne produit plus de jeux pour la console après 1973 et Baer refuse la proposition de créer un add-on permettant de rajouter le son, un contrôleur en forme de club de golf et un jeu de golf associé, ainsi que des variantes meilleur marché de la console, ou qui supporterait jusqu'à quatre joueurs,. Bien que la console ait été déclinée par diverses entreprises sous forme de multiples clones dédiés en quantité limitée, principalement tous centrés sur le jeu de ping-pong et ses variantes, aucune autre console de salon n'est créée avant la Fairchild Semiconductor Channel F en 1976.
La branche électronique grand public de Magnavox est entièrement vendue en 1975 à Philips en deux étapes (86 % en octobre 1974, puis le reste en juillet 1975),. À partir du moment où la console Odyssey est arrêtée cette même année, Philips commercialise la première série de consoles dédiées sous la marque Magnavox Odyssey (consoles qui peuvent seulement faire fonctionner des jeux inclus dans le système). Ces consoles sont des versions simplifiées de l’originale, mais possédant soit plusieurs jeux, soit des options supplémentaires. Onze consoles dédiées Odyssey ont été produites jusqu'à la commercialisation de la véritable deuxième console, la Magnavox Odyssey² en 1978.

### Poursuites

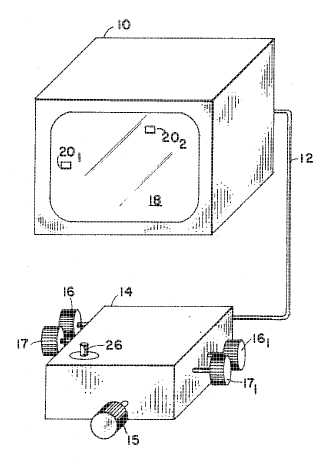
Dessin de brevet de la Magnavox Odyssey.

En mai 1972, l'ingénieur en chef Nolan Bushnell de Nutting Associates, qui commercialise le premier jeu d'arcade intitulé Computer Space, assiste à une démonstration de l'Odyssey chez un distributeur,. Inspiré, quand il quitte Nutting Associates pour démarrer sa propre entreprise nommée Atari, il assigne Allan Alcorn à la création d'un jeu d'arcade de ping-pong bon marché en guise d'entraînement à la tâche. Cependant, il ne signale pas à Alcorn que c'est pour s'exercer et surtout que cette idée est basée sur un jeu déjà existant, le jeu Table Tennis de l'Odyssey. Alcorn développe rapidement Pong, dans lequel Bushnell voit une réussite commerciale potentielle, et qui devient alors le premier jeu de l'entreprise Atari. Pong connaît un grand succès et son concept similaire permet de doper les ventes de l'Odyssey. Baer se rend compte que les clients achètent la console afin d'accéder au jeu Table Tennis, ou plutôt Pong, et ironise en déclarant que l'entreprise aurait pu arrêter la conception des jeux à partir de celui-ci. Cependant en 1974, Magnavox attaque Atari ainsi que d'autres concurrents tels que Nutting Associates, Allied Leisure, Bally Midway, Williams Electronics, pour viol du brevet déposé par Baer pour ses jeux vidéo joués sur un écran de télévision. Baer dévoile que les poursuites ne sont pas lancées de suite, car Magnavox et Sanders attendent d'être sûrs que les gains éventuels soient plus importants que les dépenses que la procédure va engendrer. Les origines du conflit se situent au niveau de deux brevets détenus par Baer, dont un décrit la façon dont le système affiche le point contrôlé par le joueur sur un moniteur vidéo, et décrit un certain nombre de jeux qui peuvent être joués avec ce système. Un deuxième brevet plus ancien dévoile les détails de la façon dont l'Odyssey utilise ce système afin de créer deux points qui se percutent et un autre qui rebondit, spécifiquement dans un jeu de ping-pong présenté en tant qu'exemple,.
Le juge considère que le brevet plus général détenu par Baer constitue « le brevet pionnier dans l'art du jeu vidéo » et que les jeux créés par les accusés représentent des infractions à l'utilisation du brevet. Dans le procès, Atari trouve très tôt un arrangement financier avec Magnavox, qui reçoit 1,5 million de dollars de la part des créateurs de Pong et un accès autorisé à toutes les technologies produites par Atari de juin 1976 à juin 1977. D'un autre côté, les autres accusés payent des pénalités plus importantes,,. Durant les vingt années qui suivent, Sanders et Magnavox attaquent régulièrement de nombreuses autres entreprises sur cet aspect, tous les jeux de type paddle et balle, dans le genre de Pong et de Table Tennis, qui sont avec plus d'évidence en relation avec le brevet du jeu de ping-pong. Les derniers procès ont lieu durant le milieu des années 1990, et impliquent Coleco, Mattel, Seeburg et Activision. Magnavox et Sanders gagnent tous les procès ou trouvent des arrangements,,. La plupart des accusés tentent sans succès de prouver que les brevets s'appliquent seulement sur le matériel spécifique utilisé par Baer, ou que ces brevets sont invalidés par les ordinateurs précédemment créés ou les jeux électroniques. En 1985, Nintendo essaie de faire invalider le brevet de Baer en prétextant la création antérieure du jeu Tennis for Two en 1958 par William Higinbotham. Cependant, le juge considère qu'un jeu fonctionnant sur un oscilloscope n'utilise pas de signal vidéo et ne peut donc pas être qualifié de « jeu vidéo ». Le tribunal se porte à nouveau en faveur de Magnavox et Sanders. Magnavox gagne plus de 100 millions de dollars grâce aux diverses poursuites liées au brevet et aux arrangements impliquant l'Odyssey et ses brevets. Par ailleurs, plus d'une centaine d'entreprises au milieu des années 1970 achètent des licences pour ces brevets.

## Annexe